# Serock (województwo kujawsko-pomorskie)
Niektóre z zamieszczonych tu informacji wymagają weryfikacji.
Dokładniejsze informacje o tym, co należy poprawić, być może znajdują się w dyskusji tego artykułu.
 Po wyeliminowaniu niedoskonałości należy usunąć szablon [[Szablon:Dopracować|]] z tego artykułu.
Serock – (niem. Schirotzken, 1942–1945 Schrotten) wieś w Polsce położona w województwie kujawsko-pomorskim, w powiecie świeckim, w gminie Pruszcz, oddalona o 26 km koleją, a 30 km szosą na północ od Bydgoszczy. Położona w otoczeniu pól uprawnych i lasów stanowiących skraj Borów Tucholskich nad jeziorem Księże, a w pobliżu jeziora Świętego i Pluszno wchodzących w skład jezior Świekatowskich. Wieś obejmuje sześć integralnych części miejscowości: Wątrobowo, Kurpiszewo, Szukaj, Pod Brzeźno, Pod Lipiny i Pod Piaseczno. W obrębie administracyjnym Serocka wyodrębnione są cztery przysiółki: Wątrobowo, Szukaj, Kurpiszewo i Chrusty. Według spisu powszechnego z 31 marca 2011 roku wieś liczyła 1360 mieszkańców.
W latach 1934–1954 i 1973–1976 miejscowość była siedzibą gminy Serock. W latach 1954–1972 była siedzibą Gromady Serock (powiat bydgoski) wraz z GRN. W latach 1975–1998 miejscowość położona była w województwie bydgoskim.

## Historia
Pierwszy zapis pochodzi z 1288 r. i dotyczy małej kasztelanii ("comes Naslaus castellaneus de Sroska"). Nasław z Serocka był także jej ostatnim kasztelanem (1294 r.) Wieś zwana także Sroczko, Sroczk, Schroczke, Syroczek, Sieroczko. W 1349 wieś graniczna między ziemią kujawską a pomorską. Ówczesny Serock usytuowany był w pobliżu ruin zamku w Nowym Jasińcu.
Od drugiej połowy listopada do co najmniej początku grudnia 1906 r. w miejscowej szkole elementarnej trwał strajk dzieci przeciwko nauczaniu religii w języku niemieckim. Z uczestników strajku znane jest tylko jedno nazwisko: A. Arczyński. Strajk był elementem znacznie większej akcji biernego oporu wobec pruskich władz szkolnych, która na przełomie 1906 i 1907 r. objęła ponad 460 (!) szkół w prowincji Prusy Zachodnie, czyli przedrozbiorowe Pomorze Gdańskie, Powiśle, ziemię chełmińską i ziemię lubawską oraz część Krajny. Inspiracją dla strajków pomorskich były wcześniejsze działania dzieci w prowincji wielkopolskiej, ze słynnym strajkiem we Wrześni (1901) na czele.

### Masakra pod Serockiem
4 września 1939 roku w Serocku żołnierze niemieccy zamordowali 66 polskich jeńców wojennych. Na okolicznym polu rozlokowano kilka tysięcy polskich żołnierzy, wziętych do niewoli w trakcie walk, w środku nocy teren oświetlono reflektorami i pod pretekstem  iż jeńcy chcieli dokonać ucieczki (żołnierzy fałszywie poinformowano iż zbliża się czołg, w wyniku czego część z nich zaczęła się kryć w okolicznych stogach siana, wtedy padł strzał który był hasłem do rozpoczęcia masakry) zastrzelono kilkadziesiąt osób. Ofiary pochowano następnego dnia w mogile zbiorowej, w 1947 dokonano ekshumacji.

## Zabytki
Zabytkowy kościół pw. Niepokalanego Poczęcia NMP zbudowany w l. 1791–92 na wzniesieniu nad jeziorem Księże o cechach klasycystycznych z ołtarzem w tradycjach barokowych z ok. 1800. Drugi neogotycki kościół pw. Przemienienia Pańskiego (poewangelicki) zbudowany w 1873 r. z elementami barokowego wyposażenia, chrzcielnica z końca XVIII w. i organy z XVIII w.
Do rejestru zabytków wpisana jest także wieża ciśnień znajduje się tuż przy dworcu kolejowym. Obiekt powstał na początku lat 30. XX wieku. Konstrukcja ma kształt ośmioboku z charakterystycznie wysunięta głowicą wieży. W czasach kolei parowej służyła do napełnienia wodą parowozów oraz zaopatrywała w wodę pobliskie budynki.
13 grudnia 2013 roku decyzją Wojewódzkiego Konserwatora Zabytków w Toruniu (znak: WUOZ.T.WRD.5140.1260.2013.TK) wpisano strażacką pompę ręczną, tzw. sikawkę pożarniczą, wyprodukowaną w 1887 roku przez G.A Jauck z Lipska do księgi rejestru zabytków ruchomych Województwa Kujawsko-Pomorskiego pod nr B/339. Pompa ta jest własnością Ochotniczej Straży Pożarnej w Serocku i jest namacalnym dowodem tego, że już w roku 1887 w Serocku istniała Straż Pożarna. Sikawkę pożarniczą w latach 2015–2016 przy wsparciu finansowym Urzędu Marszałkowskiego Województwa Kujawsko-Pomorskiego w Toruniu, Wojewódzkiego Konserwatora Zabytków w Toruniu, Urzędu Gminy w Pruszczu, Sołectwa Serock oraz druhów OSP Serock odrestaurowano i przywrócono całkowitą sprawność techniczną.

## Ochrona przyrody
Jeden z głazów narzutowych o obwodzie 630 cm uznano w 1991 roku za pomnik przyrody. Drugi pomnik przyrody to dąb szypułkowy o obwodzie 340 cm uznany w 2004 roku.
Osobliwością przyrodniczą jest także rozłożysty dąb rosnący przy ulicy Wyzwolenia i stare wierzby nad jeziorem Księże.
Pobliskie lasy o bogatym runie i podszycie zamieszkują dziki, jelenie, daniele, sarny, borsuki, jenoty, lisy. Z ptaków spotkamy tutaj bociana białego, żurawia, łabędzia niemego, łyskę, perkoza dwuczubego, remiza, świerszczaka, przepiórkę i dzierlatkę.
Płazy reprezentowane są m.in. przez rzekotkę drzewną, a gady przez jaszczurkę żyworodną.

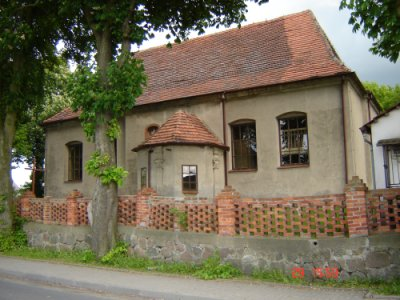
Kościół Niepokalanego Poczęcia NMP w Serocku

## Transport kolejowy
Przez miejscowość przebiega linia kolejowa o znaczeniu państwowym:
- 201 (Nowa Wieś Wielka – Bydgoszcz Leśna – Maksymilianowo – Serock – Wierzchucin – Kościerzyna – Gdynia Port)

## Instytucje użyteczności publicznej
- Szkoła Podstawowa,
- Przedszkole Samorządowe,
- Przychodnia Podstawowej Opieki Zdrowotnej "Nowy Szpital",
- Dom Kultury "Ostoja",
- Biblioteka Publiczna.

W Serocku działają stowarzyszenia i organizacje pozarządowe:
- Stowarzyszenie "Aktywna Młodzież" powstałe w 2005 roku z inicjatywy grupy jej mieszkańców.

Statutowym celem stowarzyszenia jest działalność na rzecz dzieci i młodzieży zamieszkujących wieś Serock i jej okolice oraz wszelka działalność na rzecz poprawy jakości życia jej mieszkańców.
- Ludowy Klub Sportowy Pomorzanin Serock – IV liga (grupa: kujawsko-pomorska)
- Koło Gospodyń Wiejskich,
- Ochotnicza Straż Pożarna, założona w 1887 roku przez "ówczesne władze pruskie"
- Uczniowski Klub Sportowy,
- Caritas,
- Ludowy Uczniowski Klub Sportowy (lekkoatletyka)